# Programma Antartico degli Stati Uniti d'America
Il Programma Antartico degli Stati Uniti d'America (in inglese United States Antarctic Program, USAP), precedentemente conosciuto come Programma di Ricerca Antartica degli Stati Uniti d'America e Servizio Antartico degli Stati Uniti d'America, è un'organizzazione governativa statunitense presente nel continente antartico. Fondato nel 1959, lo USAP gestisce ogni attività di ricerca scientifica (e la logistica ad esse correlata) statunitense svolta sia sul suolo antartico che sulle navi presenti nell'Oceano Antartico.
Gli scopi dell'organizzazione sono:
"...conoscere l'Antartide e gli ecosistemi ad essa associati, comprendere gli effetti della regione su cambiamenti globali come quelli climatici e le risposte ad essi e usare le speciali condizioni date dall'Antartide per svolgere ricerche scientifiche impossibili da effettuare altrove."

## Programmi e servizi

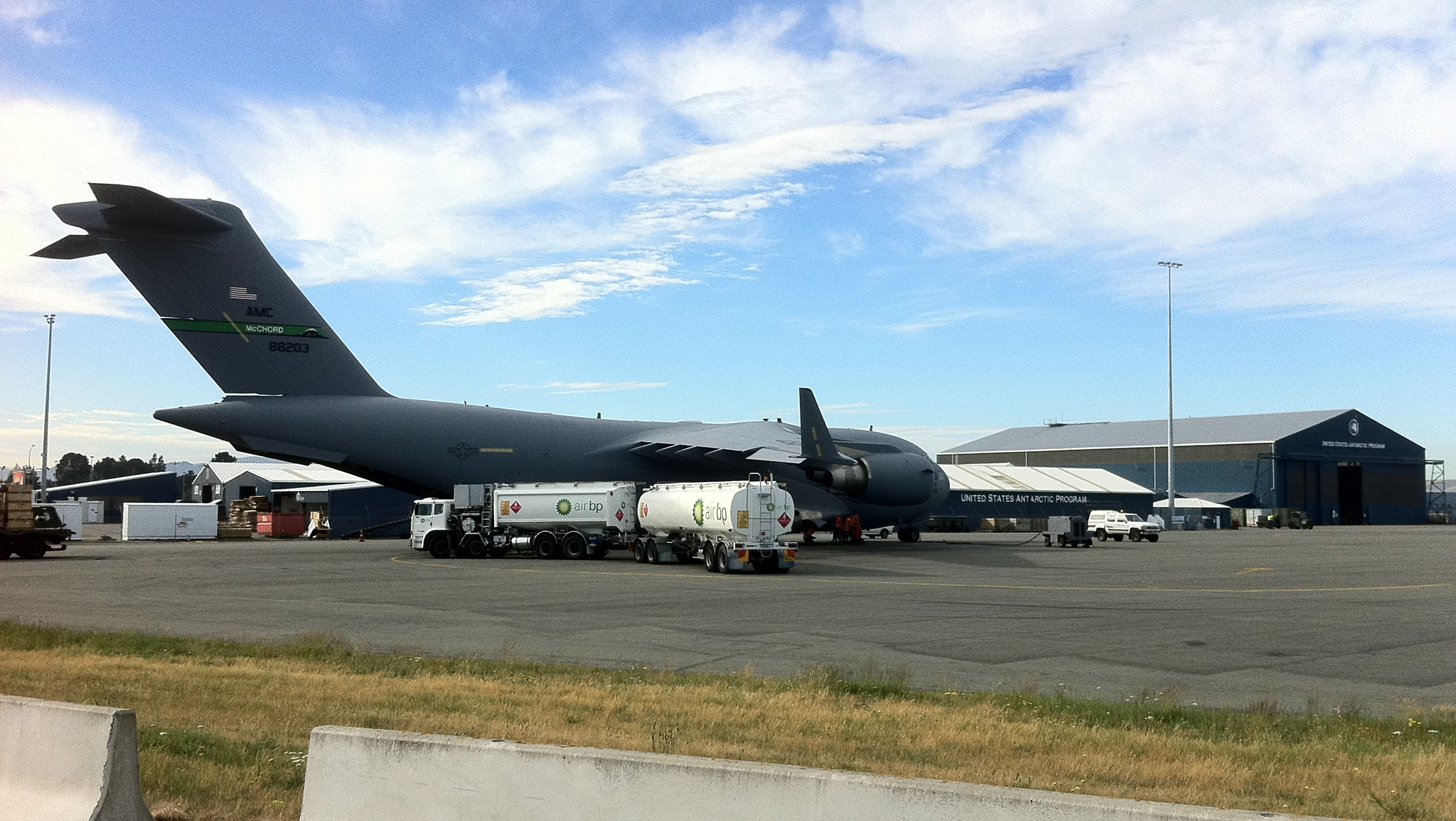
Un Boeing C-17 Globemaster III in forza al Programma Antartico degli Stati Uniti d'America all'aeroporto internazionale di Christchurch, Nuova Zelanda.

Il Programma Antartico degli Stati Uniti d'America, fondato nel 1959 dall'Ufficio per i Programmi Polari della National Science Foundation, supporta esclusivamente quelle attività di ricerca che possono essere svolte solamente in Antartide o che comunque possono risultare più efficaci e fruttuose se svolte in quel continente. Le discipline scientifiche sostenute dallo USAP sono l'astronomia, le scienze atmosferiche, la biologia, le scienze della Terra, le scienze ambientali, la geologia, la glaciologia, la biologia marina, l'oceanografia e la geofisica.

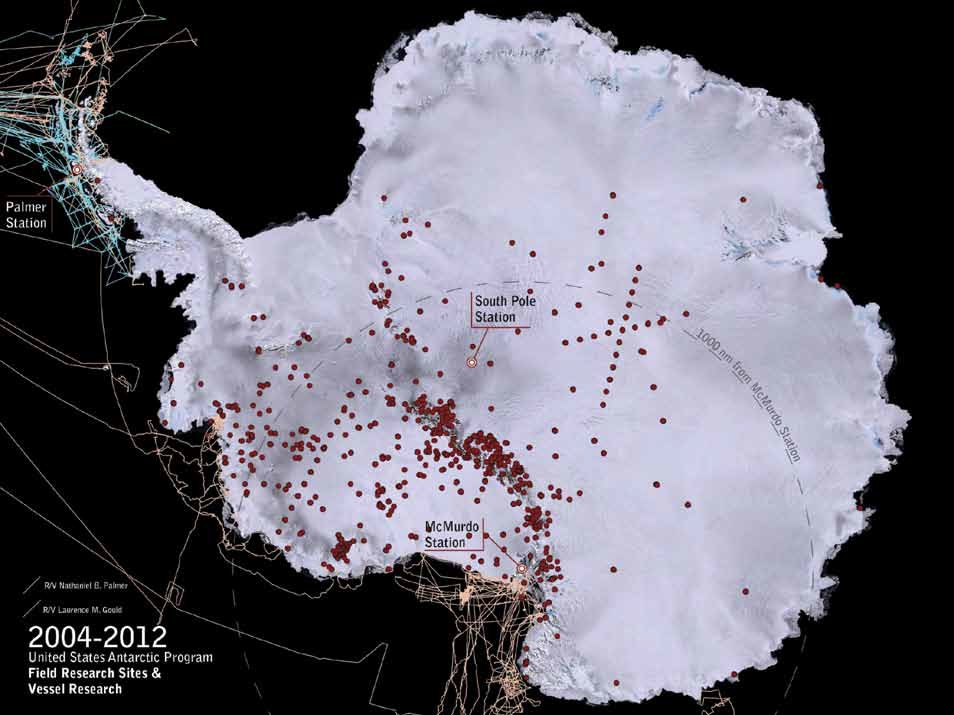
Mappa dell’Antartide con indicate le basi di ricerca temporanee e le navi di ricerca dello USAP attive nella stagione estiva 2009-2010.

Attualmente, il programma possiede tre stazioni di ricerca permanenti a ricambio annuale in Antartide: la stazione McMurdo, la base Amundsen-Scott e la stazione Palmer. In aggiunta, durante l'estate antartica lo USAP opera in molte stazioni temporanee e vengono allestite diverse navi per la ricerca nelle acque antartiche.
Il bilancio fiscale dell'organizzazione nel 2008 è stato di 295 milioni di dollari, mentre nel 2012 è stato portato a 350 milioni.